# Gujar Khan
Gujar Khan (punjabi/urdu: گوجرخان) er en by i Punjab, Pakistan. Byen ligger omkring 55 kilometer sydøst for Islamabad, hovedstaden i Pakistan og 220 km nordvest for Lahore, hovedstaden i Punjab.